# 鐘

鐘の構成、2．耳、9．舌。

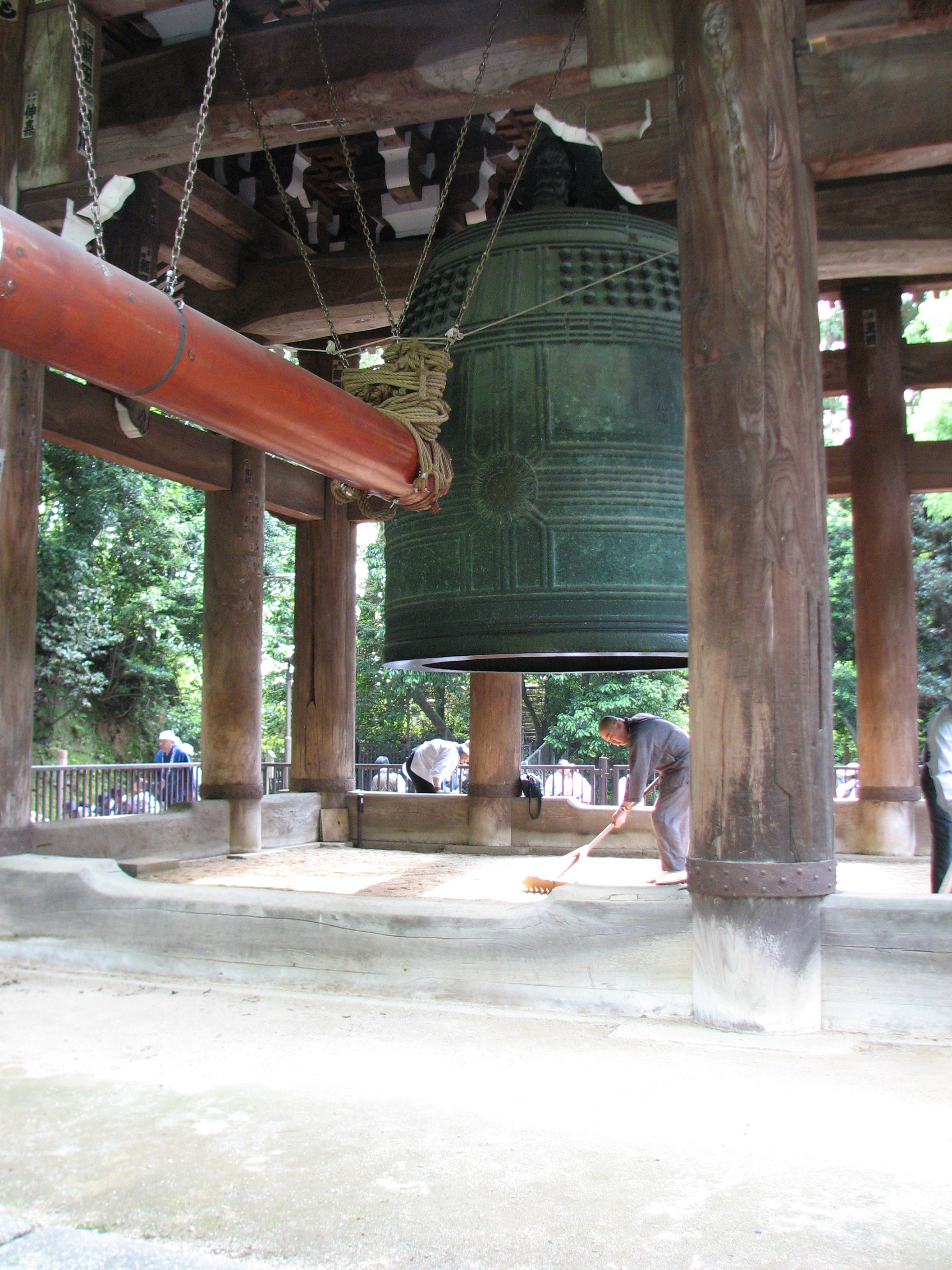
京都・知恩院鐘。東洋の吊るす部分を竜頭、鐘の鐘を突く場所は撞座とよぶ。突起物は乳と呼ばれ煩悩の数である108個ある。

鐘（かね、英: bell）は、音を出す金属製の器具。日本語の「鐘」は狭義には叩いたり撞（つ）いたりして音を出すもので、内部に装着した舌（ぜつ）などを振動させて音を出す鈴と区別する。広義には内部にぶら下げた舌（ぜつ）という分銅を振動させて音を出す器具も含めて「鐘」という。

## 概要
古代から鐘、銅鑼、太鼓などの同じグループの打楽器として宗教的儀式などに用いられてきた。世界的にみられることから技術や文化の比較に好適な資料となっている。
構造には地域差があり、日本の鐘（和鐘）は撞木（しゅもく）で叩くか撞くことによって鳴らすものが一般的なのに対し、西洋の鐘（洋鐘）は内部にぶら下げた舌（ぜつ）という分銅で内面を叩いて音を出すものが一般的である。
古く日本では嵐を呼ぶという迷信があり鐘を船に乗せることは避けられた。西洋では航海に布教の目的もあったためコロンブスやマゼランは船に多くの鐘を積み込んでいた。船鐘はもともと宗教的なものだったが砂時計とともに船内の時計代わりに利用されるようになった。なお、英語では時鐘の場合はstrike（打つ）を用いるが、号鐘の場合はring（鳴らす）を用いる。

## 東洋の鐘

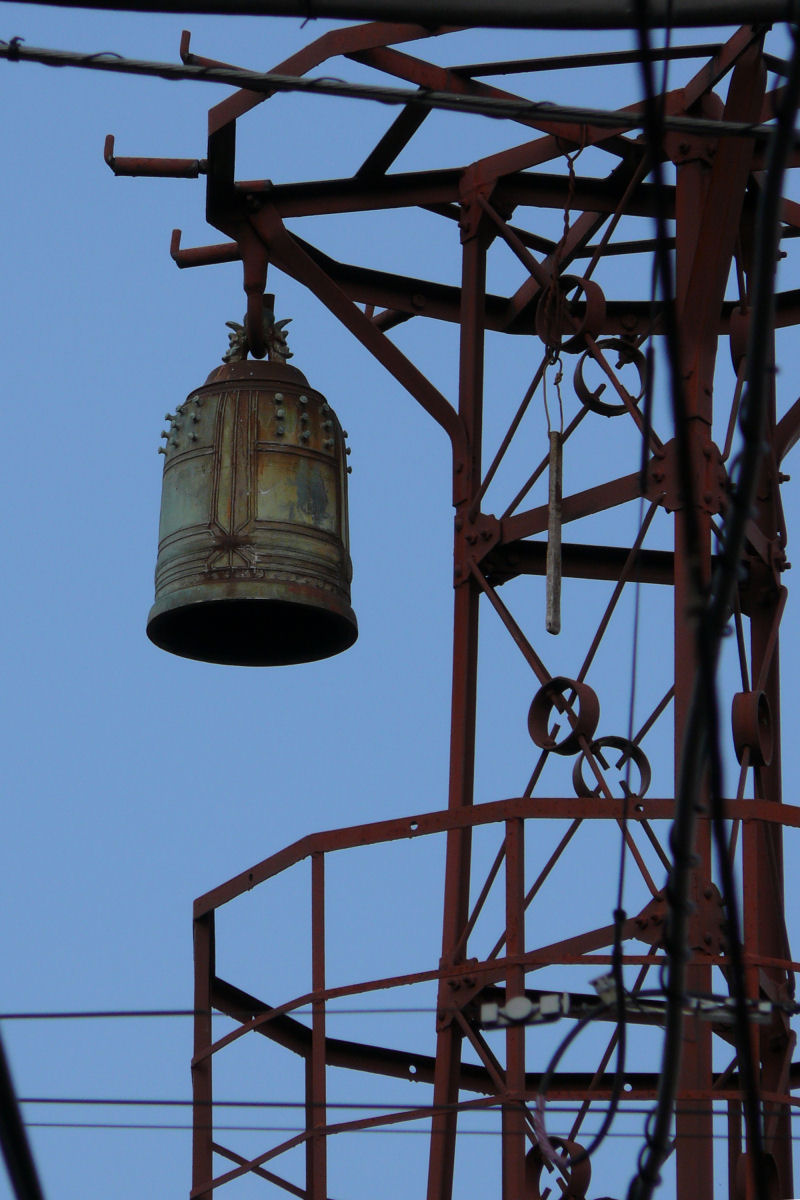
火の見櫓上の半鐘

東洋の寺社の梵鐘は大型の鐘では建物に吊るした撞木を人間が揺り動かして撞いて音を鳴らす。

### 和鐘
日本の鐘を和鐘という。和鐘は構造上口径が狭く音色が重厚で、長い余韻を残すのが特徴である。
縄文時代には既に土鈴（どれい）と呼ばれる音を出す用途を意図して作られた器物が存在した。弥生時代の遺跡から出土する銅鐸も鐘の類である。『日本書紀』では崇峻天皇の元年（588年）に百済から鋳造に詳しい鑪盤博士が渡来したという。
和鐘で代表的なものは梵鐘と半鐘である。梵鐘は寺院での朝夕の勤行の合図に用いられた。半鐘は火の見櫓などの早鐘に用いられたもので宗教的な要素はない。

### 中国鐘
中国の鐘（中国鐘）には多彩な鋳造方法があったとみられている。日本の和鐘は中国の南北朝時代の蝋型法が原型になっているとされる。

## 西洋の鐘

### 洋鐘

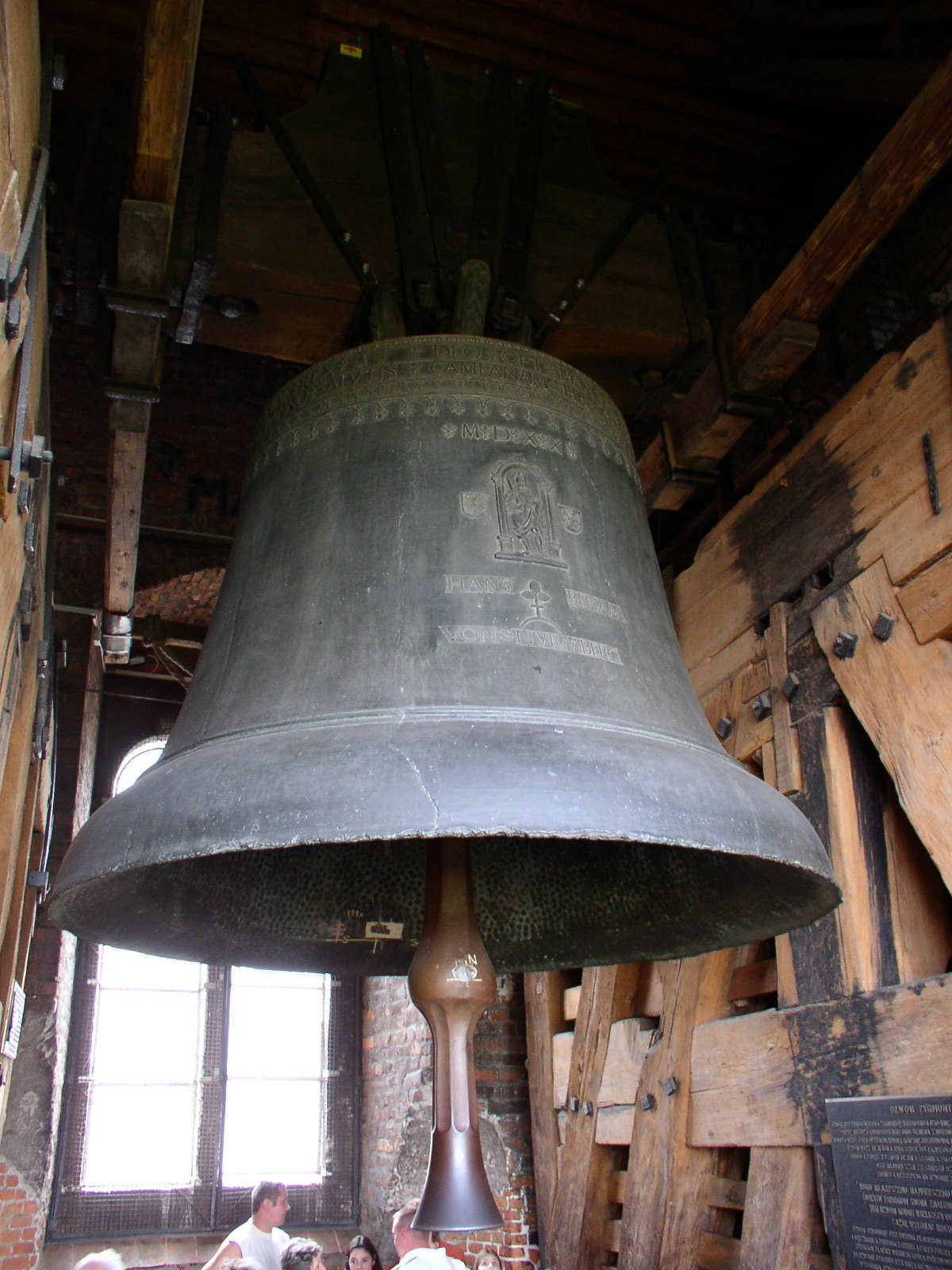
ポーランドの教会の鐘

西洋式の鐘を洋鐘といい内部にぶら下げた舌（ぜつ）という分銅を振動させて音を出すものが多い。一般に、西洋の教会にみられる鐘や、西洋式の軍艦の合図に用いられる鐘はこのタイプである。近代以降は機械仕掛けにして舌または外身を動かすことにより音を鳴らすことも行われる。日本ではキリスト教伝来後に教会を南蛮寺と呼んだことから洋鐘を南蛮鐘ということもあり現存する寺院もある。
洋鐘は構造上口径が広いため音色は明るく、和鐘に比べて余韻をあまり残さないのが特徴である。
鐘を並べることで複数の音が出せるようにしたものにカリヨン、編鐘、ハンドベルなどがある。

## 種類
- カリヨン(組み鐘)

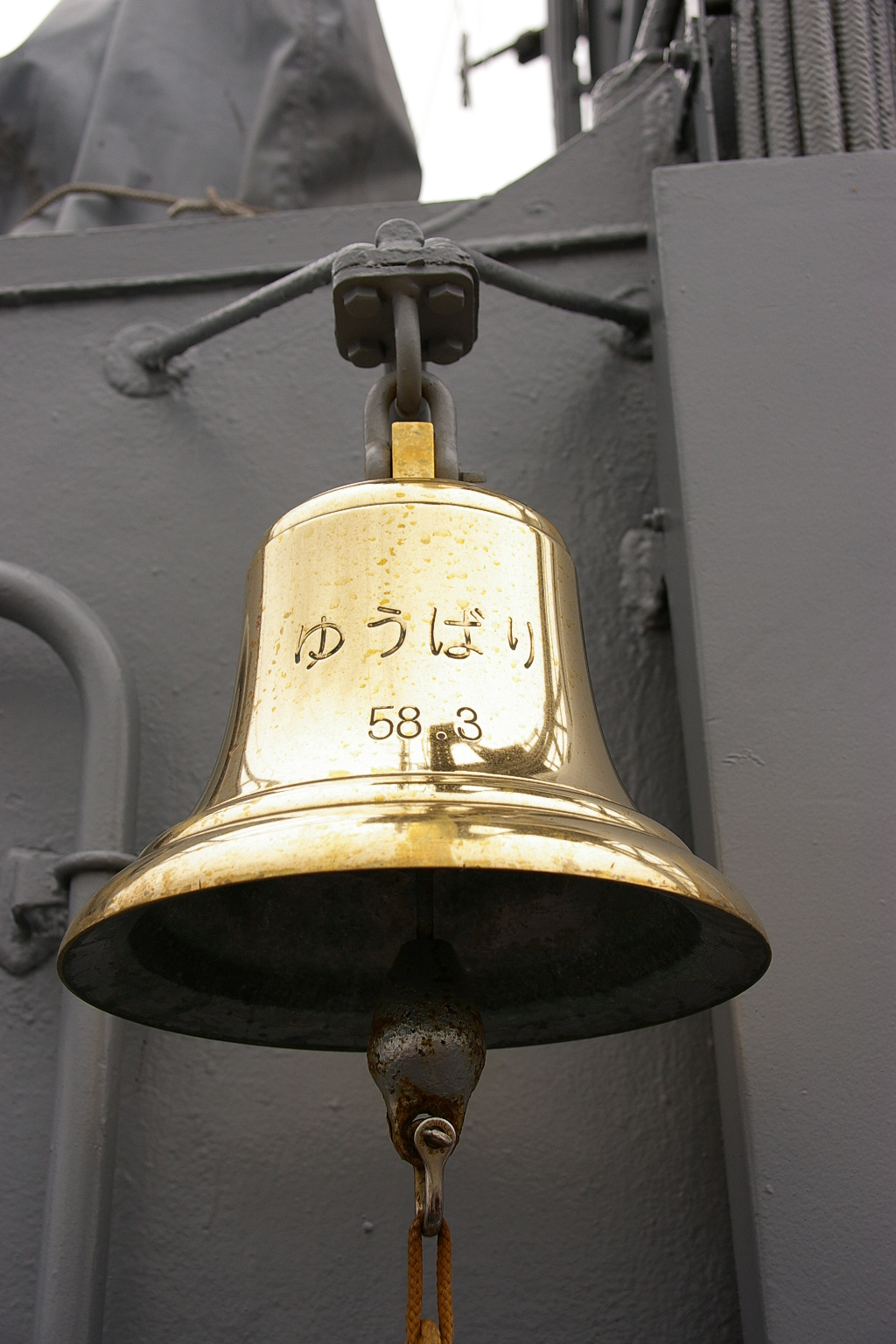
護衛艦の号鐘（ごうしょう）

- ガンタ (鐘)（英語版） - サンスクリット語घण्टा。ジャイナ教、仏教、ヒンズー教の鐘

### 楽器としての利用
楽器の分類としては、鐘は体鳴楽器に属する。
オーケストラや吹奏楽の楽譜に「鐘」（英: bells, chimes、独: Glocken、仏: cloches、伊: campane; いずれも複数形）とある際に使われる楽器には、チューブラーベルやウィンドチャイムなどがある。どちらもお椀型の外身はもたず、前者は長さの異なる中空の管をいくつも音階を持つように並べてそれをハンマーで叩いて音を出すもの、後者は長さのことなる金属棒を数十本ならべてそれをビーターで揺らすことで音を奏でるものである。
楽曲の一例として、ベルリオーズの幻想交響曲や、チャイコフスキーの序曲1812年の鐘が広く知られるが、いずれも本物の教会の鐘を使った録音がある。
中国では、編鐘という組み鐘が儀式などに用いられた。

## 関連する職業
- 鐘撞（かねつき） - 鐘の管理と時刻で鐘を鳴らす役割の人間。
- ベルリンガー（英語版） - 鐘楼の鐘を鳴らす職人。鐘楼守。
- Fondeur de cloches（フランス語版） - フランスでの製造専門職。
- 鋳物師
  - 物部姓鋳物師[5]
  - ポンティフィチャ・フォンデリア・マリネッリ（イタリア語版） - 西暦1000年頃に起業したイタリア最古級の家族経営の鐘製造所。教会や陸軍士官学校などの鐘の鋳造を行っている。国際鐘博物館（イタリア語版）を併設する。1924年、バチカンからpontifical（教皇庁御用達） を使う許可を与えられ、名前をPontificia fonderia（教皇鋳造所）とした[6]。

使用
- 時報（時報鐘）[7]
- Dead bell（英語版）(追悼の鐘、葬送の鐘)
- Ring of bells（英語版）
- 合図（船鐘、打鐘）
- アラーム（会議の開催、敵の襲撃・火事の発生で半鐘・Feuerglocke（ドイツ語版）が鳴らされた）
- ヨーロッパでは処刑が行われた際には、Blutglocke (campana sanguis、血の鐘)とも呼ばれる教会の鐘が鳴らされた。

製造法
- ロストワックス

## 文化
ロシア
ロシアでは教会の鐘は人間として扱われ、熊・君主・鼻唄・おしゃべりなどの名前が付けられた。また、何かしら悪いことに使われた際には、流刑やむち打ち投獄などの刑罰が行われた。
洗礼と洗礼名
ヨーロッパにも鐘には洗礼の儀式と共に名前を付ける儀式が行われる。例として13世紀のノートルダム大聖堂の鐘には、Marie、Gilbert、Guillaume、Pasquier、Chambellan、Louis、Nicholasなどの名前が付けられた。
方広寺鐘銘事件
京都の方広寺において、火災で焼けた大仏殿の豊臣秀頼による再建を記念して作られた鐘に「国家安康」「君臣豊楽」と字が書かれていたために、家康の名前を安の一字で分断し、豊臣家が君主となることを望むものだとして問題となった事件である。これが徳川と豊臣が争う大坂の陣に発展し、豊臣の滅亡につながった。
除夜の鐘
日本の年末の除夜には、煩悩の数108個の回数だけ寺の鐘を鳴らすという風習がある。
ウェストミンスターの鐘
イギリスの国会議事堂ビッグベンの鐘の音で、正午に鳴らされる。日本では、学校や防災無線等のチャイムとして親しまれている。
ニューヨーク証券取引所
開始と終了にベルを鳴らす。
世界遺産
1999年、ベルギーとフランスの鐘楼群が世界遺産に登録された。
博物館
鐘の博物館一覧
時報の鐘、時報鐘、時の鐘
時の鐘一覧
陰陽寮、大宰府、多賀城、諸国国衙などに時報鐘があったとされるが、遺例は残っていない。
江戸時代、時の鐘は、城の鐘・寺の鐘・町の鐘などが不定時法によって時を知らせていた。江戸には、江戸城を囲む9ヶ所に設置されていた。本石町、上野寛永寺、芝切通し、市ケ谷八幡、赤坂円通寺（後に成満寺に移設）、目白不動尊、浅草寺、本所横堀、四谷天龍寺である。寛延三年（1750年）の記録によると下大崎村寿昌寺にも置かれたとされるほか、目白新福寺、目黒祐天寺、巣鴨子育稲荷にもあったとする記録もある。
時報の前には、捨て鐘と呼ばれる周りの鐘撞人に事前通達する鐘が3度鳴らされ、大きな遅れが無いようにしてから時報の鐘が鳴らされた。
鐘撞人の職は世襲も行われていたが、鍾撞人の権利を有する株なども存在した。鐘撞人は、周りの町人から鐘撞料を徴収する権利を有していた。
19世紀ごろまで毎晩、イングランドでは、夜間外出禁止令開始時間である午後8時に10分間鳴らされるカーフューベルが使用された。そして、朝の午前5時にGoosebell が鳴らされ外出が許された。
キリスト教の教会では、復活節を除いて朝・昼・夕方にアンジェラスの祈り（アンジェラスの鐘）と呼ばれる鐘を鳴らして祈りの時間を知らせていた。
霧信号所、灯台の霧鐘
灯台の光が霧の中では届かないことから、18世紀から鐘を使って陸地に接近していることを知らせた。
イスラム教での鐘の扱い。
イスラム教のハディースなどでは「鐘のある家には天使は入らない」「天使は、鐘と犬を連れた旅行者と同行しない。」という記述がある。また、イスラム教徒の中では鐘は悪魔が使う物と考えられており、イスラムの軍の襲来を異教徒が警告する物として使用していて嫌われたという説もある。そういった理由があり、トルコ船籍などの船には船鐘が載せられず、ゴングや銃が代用された。
キリスト教の鐘
教会の鐘が時報や葬儀など様々な場面で使用される。初期キリスト教のカタコンベなどに見られるものの、時報などの役割はトランペット、木の板を鳴らす、人の声などが使われていた。西暦604年、ローマ教皇サビニアヌスが鐘の使用を公認した。これはオリエントの異教で宗教集会の合図として使われていた鐘の用法を北ヨーロッパを経て西へ導入していったということである。元来、キリスト教では異教で使用されていた鐘に否定的な見方が成されていた。
スポーツ
- トラックレースで最後の周回を示すことがある。